# Akamasacris variabilis
Akamasacris variabilis är en insektsart som först beskrevs av Scudder, S.H. 1897.  Akamasacris variabilis ingår i släktet Akamasacris och familjen gräshoppor. Inga underarter finns listade i Catalogue of Life.